# Плоское (Ровненская область)
Плоское (укр. Плоске) — село в Острожской городской общине Ровненского района Ровненской области Украины.
До 2020 года входило в Острожский район.
Население по переписи 2001 года составляло 1094 человека. Почтовый индекс — 35826. Телефонный код — 3654. Код КОАТУУ — 5624286701.